# Skjern Kommune
Skjern Kommune i Ringkøbing Amt blev dannet ved kommunalreformen i 1970. Ved strukturreformen i 2007 indgik den i Ringkøbing-Skjern Kommune sammen med Egvad Kommune, Holmsland Kommune, Ringkøbing Kommune og Videbæk Kommune.

## Tidligere kommuner
Skjern havde været købstad, men det begreb mistede sin betydning ved kommunalreformen. 8 sognekommuner blev lagt sammen med Skjern Købstad til Skjern Kommune:
| Kommune         | Folketal 1. januar 1970 | Byer                           |
| --------------- | ----------------------- | ------------------------------ |
| Skjern          | 6.040                   | Skjern                         |
| Bølling-Sædding | 979                     | Bølling og del af Rækker Mølle |
| Dejbjerg        | 634                     |                                |
| Faster          | 1.027                   | Faster                         |
| Hanning         | 1.025                   | Del af Rækker Mølle            |
| Stauning        | 841                     | Stauning                       |
| Sønder Borris   | 1.651                   | Borris                         |
| I alt           | 12.197                  |                                |

Skjern Kommune afgav en del af et ejerlav i Dejbjerg Sogn til Ringkøbing Kommune og en del af et ejerlav i Sønder Borris Sogn til Videbæk Kommune.

## Sogne
Skjern Kommune bestod af følgende sogne, alle fra Bølling Herred:
- Bølling Sogn
- Dejbjerg Sogn
- Faster Sogn
- Hanning Sogn
- Skjern Sogn
- Stauning Sogn
- Sædding Sogn
- Sønder Borris Sogn

## Borgmestre[3]
| Navn                 | Parti                       | Periode   |
| -------------------- | --------------------------- | --------- |
| N. Stie Hansen       | Venstre                     | 1970-1974 |
| Christian Lundsgaard | Venstre                     | 1974-1986 |
| Egon Søgaard         | Det Konservative Folkeparti | 1986-1990 |
| Viggo Nielsen        | Venstre                     | 1990-2006 |